# Biserica de lemn din Criștelec

Biserica de lemn din Criştelec

Biserica de lemn din Criștelec s-a aflat în localitatea omonimă din județul Sălaj și, după Leontin Ghergariu, fusese ridicată în anul 1785. Ea a funcționat ca biserică parohială până în anul 1955, când a fost înlocuită de biserica de zid actuală. Biserica de lemn a fost surprinsă într-o imagine de merituosul cercetător Leontin Ghergariu înainte de a dispărea definitiv.

## Trăsături
Imaginea păstrată dezvăluie în primul rând o biserică cu turn ridicat alăturat, o soluție mai rară între bisericile de lemn din Sălaj, dar care pare să descindă dintr-un obicei mai vechi în Transilvania. Planimetria este de-asemenea deosebită, cu pridvor amplu desfășurat în jurul bisericii pe trei părți, comparabilă cu cea de la Cizer. Altarul apare decroșat iar tinda femeilor se încheia poligonal spre apus. 